# 纹相手蟹属
纹相手蟹属（学名：Fasciarma）为相手蟹科的一个属。

## 下属物种
本属包括以下物种：
- 带纹相手蟹 Fasciarma fasciatum (Lanchester, 1900)